# Le Carbet
Le Carbet är en ort och kommun i Martinique.  Den ligger i den västra delen av Martinique, 16 km nordväst om huvudstaden Fort-de-France.